# Jill Farrant
Jill Farrant (nacida en 5 de diciembre de 1960 en Modimolle) es una profesora de biología molecular y biología celular en la Universidad de Ciudad del Cabo, Sudáfrica. Es especialista en plantas reviviscentes, es decir, que vuelven a su estado normal después de un estado de sequía prolongado al rehidratarlas.

## Investigación
Farrant se interesó en plantas que resucitaban cuando de niña vio una "planta muerta" devuelta a la vida después de llover. A los nueve años, en 1970, Farrant escribió en su diario: "La planta muerta en las rocas estaba viva pero papá no me creería"
Investigó la habilidad de ciertas especies de plantas capaces de sobrevivir sin agua durante largos periodos de tiempo. "Todas las plantas -explica- tienen genes que activan la tolerancia a la desecación, pero la mayoría usan estos genes solamente cuando fabrican semillas. Las plantas que resucitan pueden también activar o desactivar estos genes en sus hojas y raíces siempre que la sequía aparezca." El objetivo de su búsqueda es encontrar aplicaciones que permitan el desarrollo de cultivos tolerantes a la sequía para alimentar poblaciones en climas áridos y secos, especialmente en África. Su investigación podría tener también aplicaciones medicinales. Cree en los cultivos que pueden sobrevivir largos periodos de tiempo sin agua se transformarán en temas más importantes tan pronto como el cambio climático (sequía creciente) impacte en la agricultura.
Actualmente investiga el potencial de transformar Eragrostis tef, una hierba anual, en un cultivo. Las semillas de Eragrostis tef son una fuente importante de alimento en Etiopía.  Según Farrant, "de la misma manera que los humanos han cruzado especies a través de los siglos para crear avena, maíz y trigo, así también podemos obtener plantas tolerantes a la desecación, cultivos resistentes a la sequía de la familia Eragrostis sin tener que ir a través de los transgénicos."

## Trayectoria[8]
- Licenciatura, MSc, y PhD en la Universidad de KwaZulu-Natal, Durban, Sudáfrica.
- Ganó el Premio NRF President para investigadores que, sobre la base de potencial excepcional demostrado en su trabajo doctoral, son posibles futuros líderes internacionales en su campo.
- Ganó la Medalla de Plata SAAB por Excelencia en Botánica.
- Es socia de la Royal Society of Southern Africa de la Universidad de Ciudad del Cabo y de Oppenheimer Memorial Trust Foundation.
- En 2010 ganó el Premio del Departamento de Ciencia y Tecnología por ser la científica más destacada.
- Ha sido presidenta de la Asociación sudafricana de Botánicos (2009–2010).

## Premios
- 2010 Premio Harry Oppenheimer Fellowship Award por su investigación en plantas que resucitan.[9]

- 2012 Premio L'Oréal-UNESCO de Mujeres en la Ciencia.[2][4]